# Ееснурґа
Е́еснурґа (ест. Eesnurga küla) — село в Естонії, у волості Вільянді повіту Вільяндімаа.

## Населення
Чисельність населення на 31 грудня 2011 року становила 23 особи.

## Географія
Через населений пункт проходить автошлях 51 (Вільянді — Пилтсамаа).

## Історія
З 19 грудня 1991 до 25 жовтня 2017 року село входило до складу волості Колґа-Яані.